# Bubby Lavecchia
Francisco Ángel Lavecchia (Córdoba, 1933 - Buenos Aires, 25 de abril de 1989) más conocido con el nombre artístico de Bubby Lavecchia, fue un pianista y director de orquesta argentino. Orientado al jazz y a la música melódica, desarrolló una larga y prolífica carrera y fue uno de los músicos y directores más destacados de su generación.

## Biografía
Su padre Ruggiero Lavecchia era italiano y se encontraba radicado en Rosario, donde tocaba en la Banda de Policía de la Provincia de Santa Fe y también fue saxofonista de la jazz band Los Dados Negros, del maestro Juan Grisiglione.
Desarrolla su carrera de músico en Buenos Aires llegando a tocar con orquestas bailables de la época como lo fueron: Ray Nolan o Eddie Pequenino, y luego reemplaza a Ken Hamilton, cuando este notable músico por cuestiones políticas decide dejar su orquesta, quedando solamente como director orquestal e instrumentador, pero con el nombre de Los Bambucos. Bubby pasó a ser el pianista de esa orquesta y le sucedió posteriormente Esteban Melchor. Luego integró Los 4 del Sur reemplazando a Ángel "Pocho" Gatti.
En 1955 decide realizar una gira por Europa, actuando en diversos centros musicales. En 1958 al regresar a Buenos Aires, forma su propia orquesta , con la que animó durante los shows musicales de "Caru". También comienza a actuar en Radio Splendid, donde tiene oportunidad además, de acompañar a famosos cantantes extranjeros tales como Nat King Cole y Johnny Ray.
En los años '60 viene a actuar a Rosario, en el teatro "El Círculo", donde presenta a Wanda Curtis y una orquesta integrada por: Él en el piano, a Pichi Mazzei (dm), Jorge Lopez Ruiz (b), Tito Bisio (Vb), José A. Granata, Tomás Lepere y Franco Corvini (tps), Luis M. Casalla y Alfredo Wulf en trombones, Hugo Pierre, Arturo Schneider, Leandro Barbieri y Julio Darré en los saxos. También presenta como primicia exclusiva al trompetista Benny Izaguirre de 12 años de edad.
En 1961 es nombrado director de la orquesta estable compuesta por veintidós profesores del Canal 13. Por esta orquesta pasaron músicos de la talla de Luis María Casalla, Gato Barbieri, Alfredo Remus, Pichi Mazzei y otros Estuvo a cargo de la música del film argentina Crónica para un futuro en el año 1967, aunque tanto el film como la banda sonora se consideran perdidas.
Cuando el famoso director de orquesta americano Les Brown visitó la Argentina lo hizo en el Luna Park de Buenos Aires en una actuación conjunta con la orquesta de Lavecchia, en la que el último se destacó con matices propios, dejando demostrado ante tan ilustres visitantes el prestigio y la calidad de los músicos argentinos. Lavecchia también formó una compañía orquestal junto a Lalo Schifrin.
Fue artista exclusivo de discos Odeón, llegando a grabar una serie de Long Play con su destacada Big Band. Fue además director musical del conjunto Los Cinco Latinos en Radio El Mundo.
Presentó numerosos espectáculos musicales en el Teatro Astros. Falleció inesperadamente a los 55 años de un infarto agudo de miocardio.

## Filmografía
- 1977: Las Aventuras de Pikin, con Jorge Barreiro, Cristina del Valle, Rolando Chaves y otros.[9]

## Televisión
- 1965: Casino Philipps
- 1965: La revista del domingo, junto a Pepe Soriano
- 1984: La noche del padrino

## Vida privada
Bubby Lavecchia estuvo casado en dos oportunidades: La primera, en la década del '50, con la mundialmente conocida cantante de jazz Wanda Curtis que conociera en una gira por los Estados Unidos. Y en la década del ´60 con la vedette y cantante argentina Ámbar La Fox con quien conforma una dupla musical que se presentaba asiduamente en los programas musicales de las décadas del '60 y del '70. 

## Fallecimiento
El músico y director Bubby Lavecchia falleció el martes 25 de abril de 1989 en la clínica Colegiales víctima de un infarto. Tenía 55 años.